# Skrivbordsmiljö

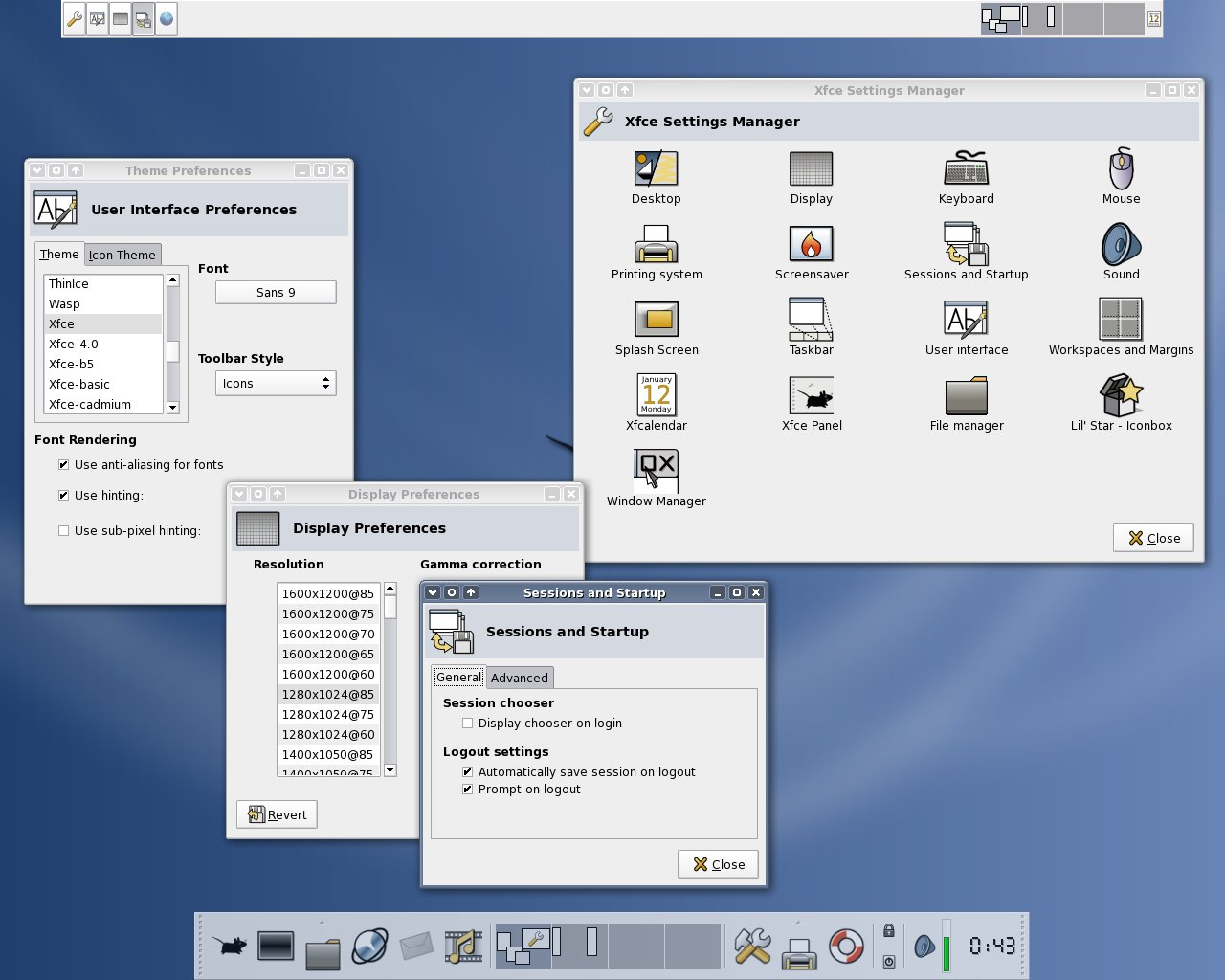
Exempel på skrivbordsmiljö med Xfce

En skrivbordsmiljö är en uppsättning programvara en typisk datoranvändare antas behöva, med ett enhetligt grafiskt användargränssnitt. Namnet skrivbordsmiljö härstammar från det skrivbord som används i de flesta av dessa gränssnitt, till skillnad från de tidigare textbaserade datorsystemen som ofta baserades på en kommandotolk eller ett textbaserat gränssnitt.
Skrivbordsmiljön tillhandahåller vanligtvis ikoner, paneler, verktygsfält, viss funktionalitet som till exempel drag-och-släpp och grundläggande program såsom en filhanterare. En viss skrivbordsmiljö har ofta ett distinkt utseende och stöder ett visst eller vissa arbetssätt. 
Skrivbordsmiljöerna i de populära operativsystemen Windows och Mac OS är i deras normala bruk relativt oföränderliga, vilket säkerställer en konsistent användarupplevelse av systemen. Det finns dock tredjepartslösningar som kan ändra utseendet på vanliga gränssnittselement och beteendet i gränssnittsmodellen och användargränssnittet förändras ofta i hög grad vid uppdatering till en ny version av operativsystemet.
På datorsystem med X Window System, såsom GNU/Linux och andra Unixliknande operativsystem, finns oftast flera olika skrivbordsmiljöer att välja mellan och dessa har ofta mångsidiga konfigurationsmöjligheter. Några exempel på skrivbordsmiljöer för X är Gnome, KDE och Xfce. X stöder också grafiska användargränssnitt utan enhetlig skrivbordsmiljö, se fönsterhanterare.

## Galleri

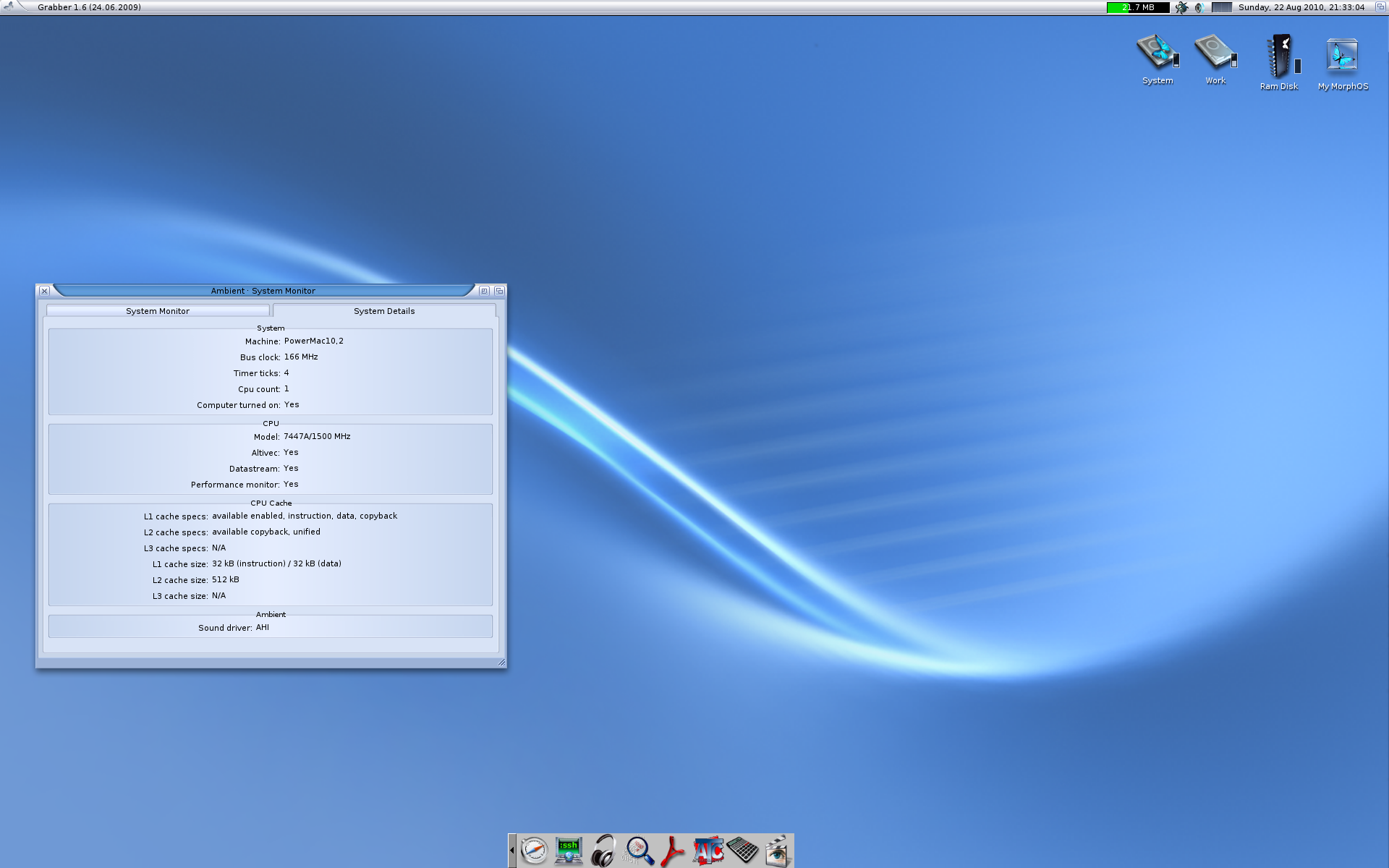
Ambient
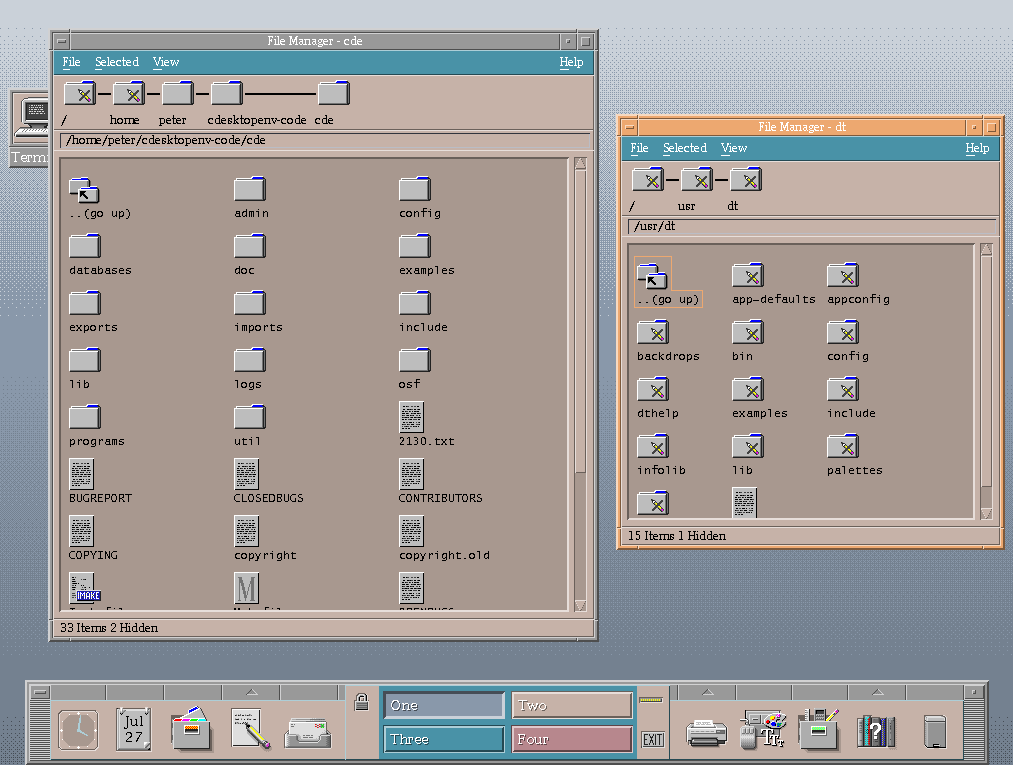
CDE
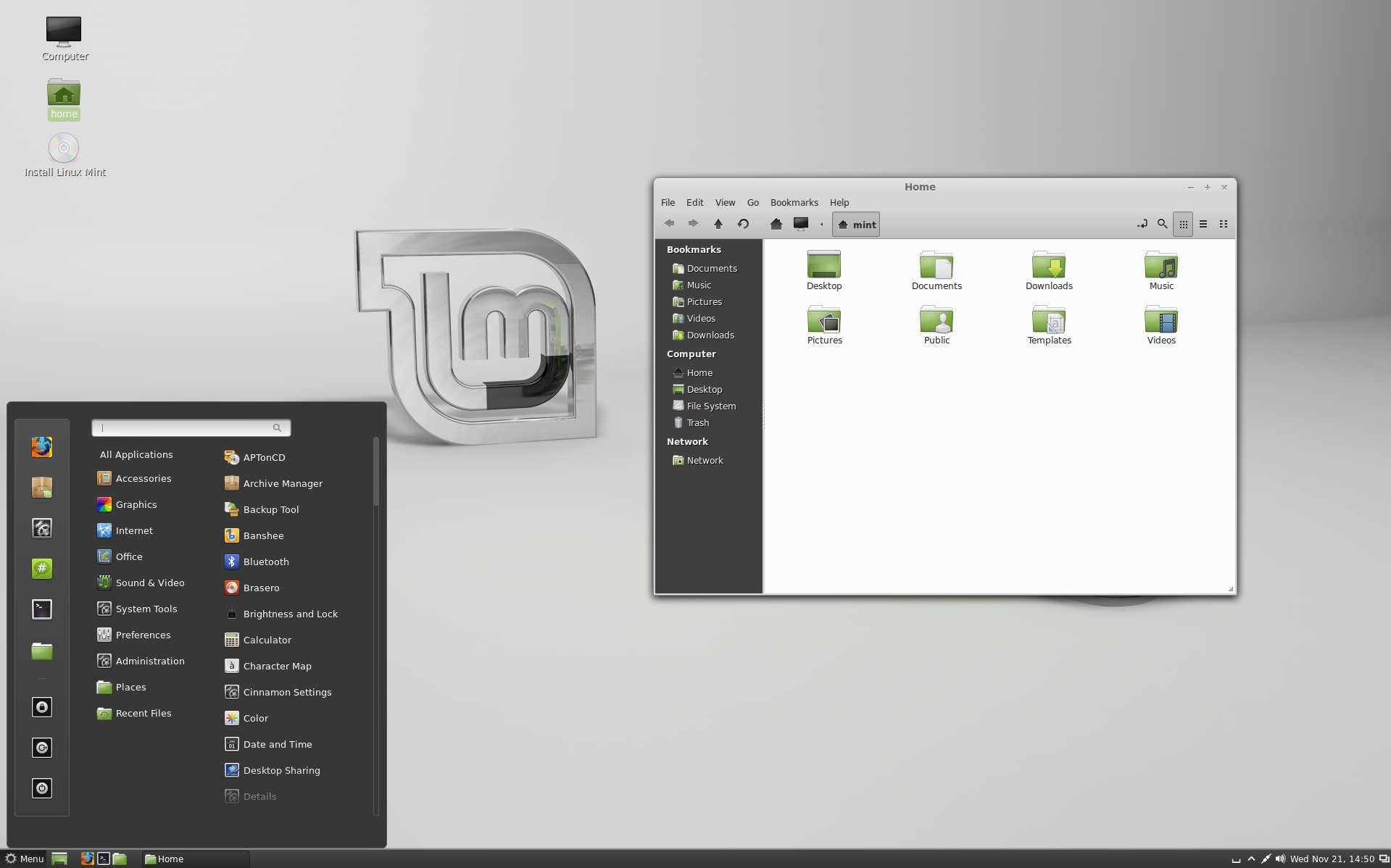
Cinnamon
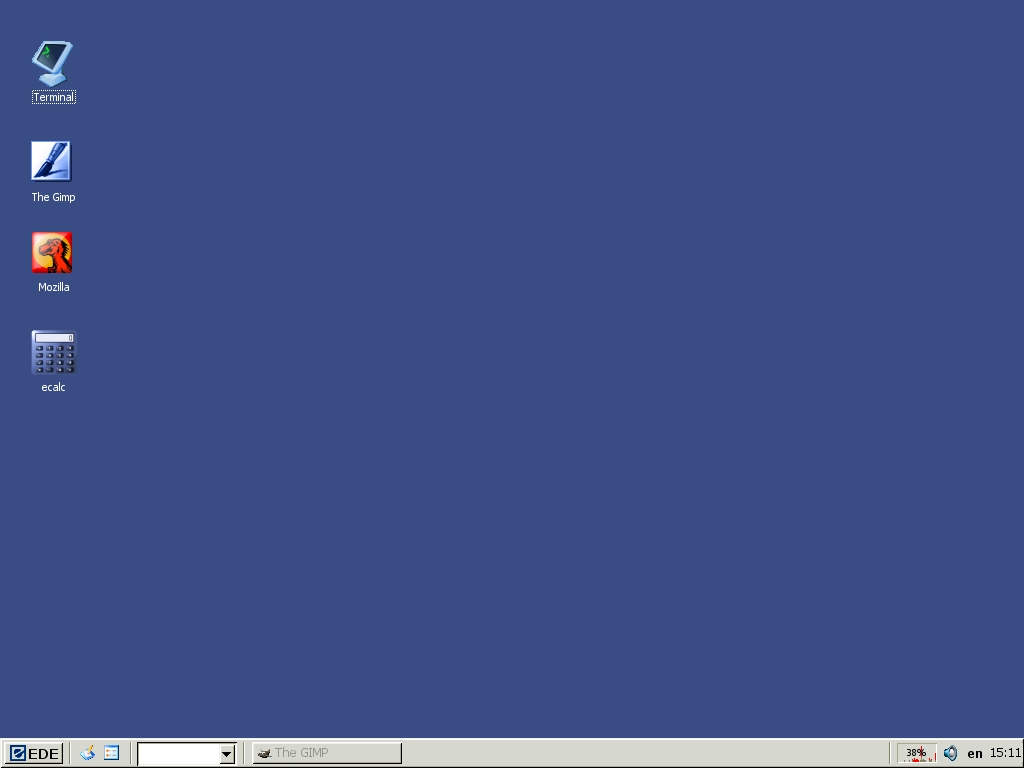
EDE
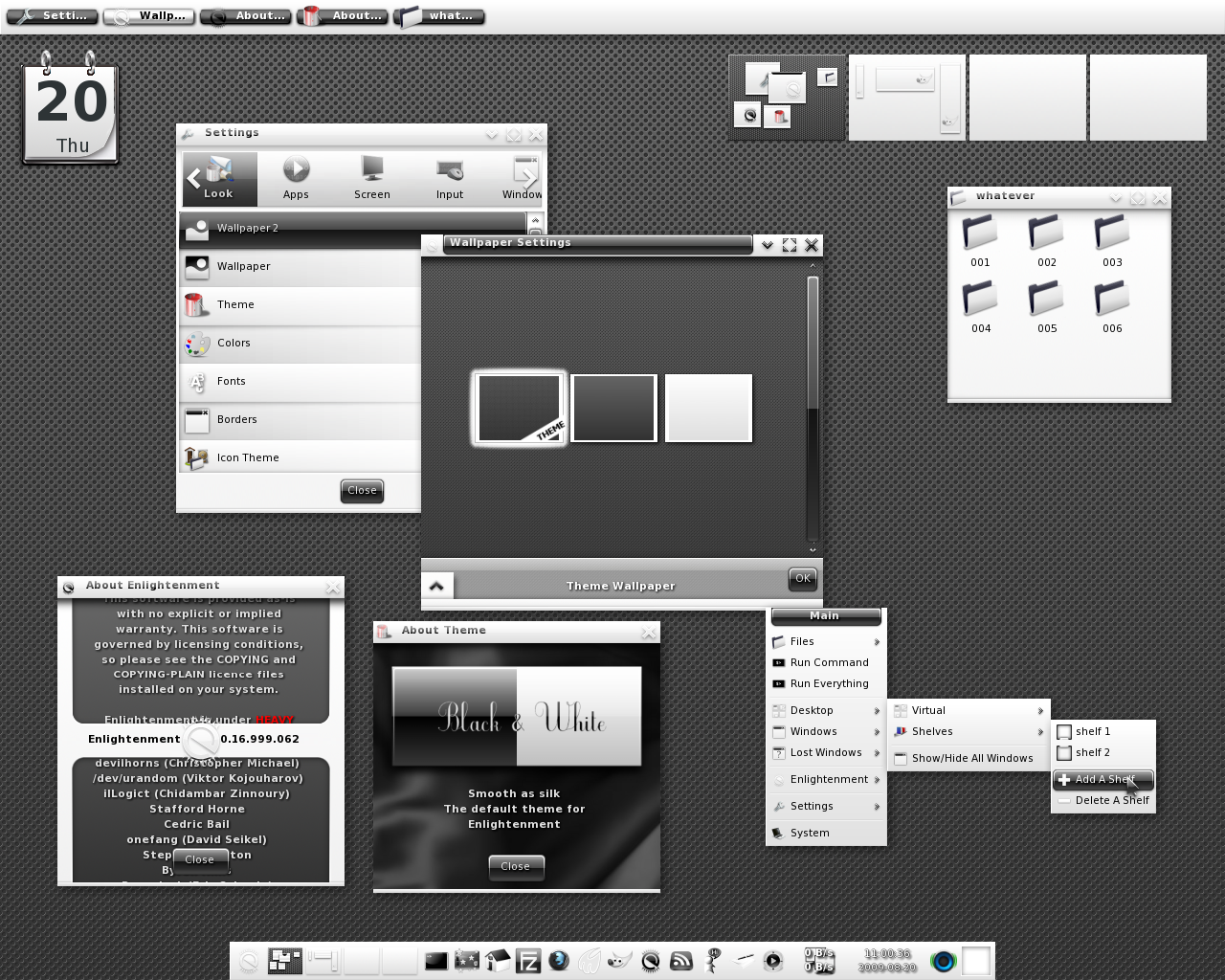
Enlightenment
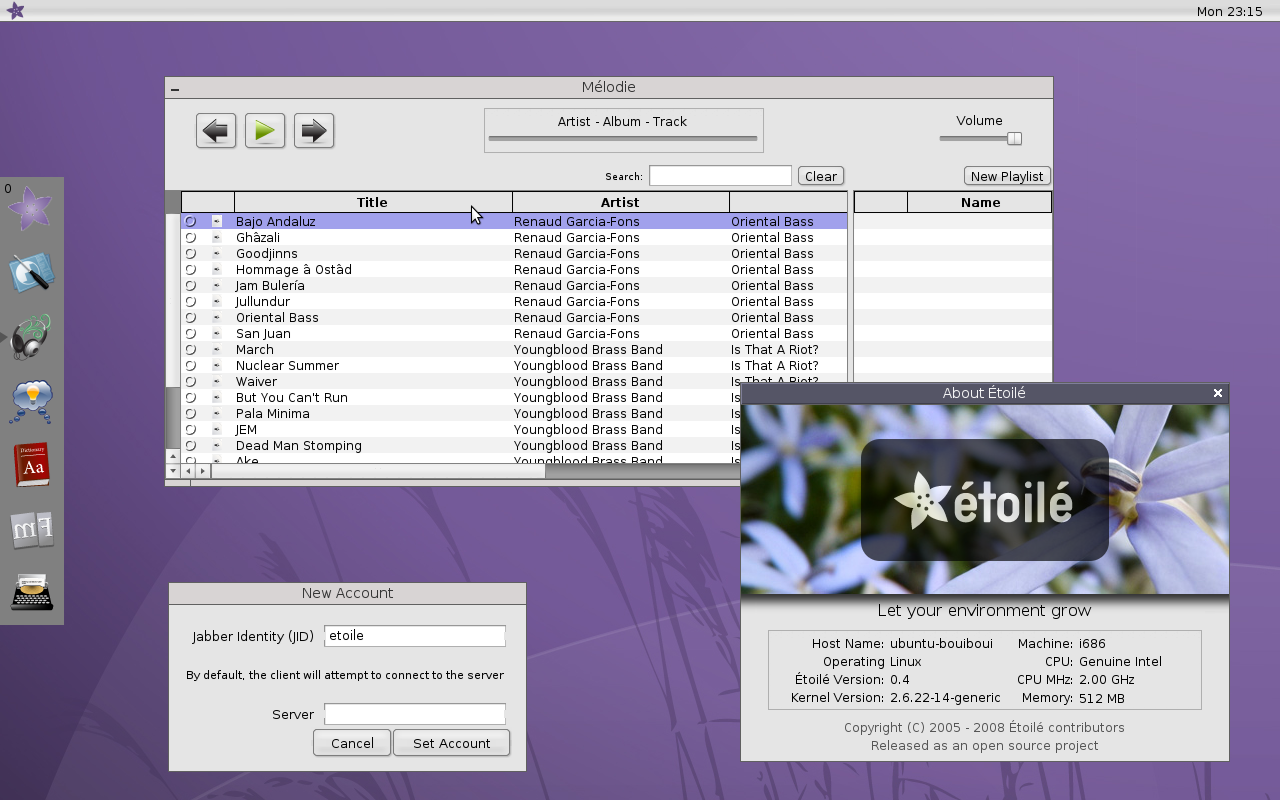
Étoilé
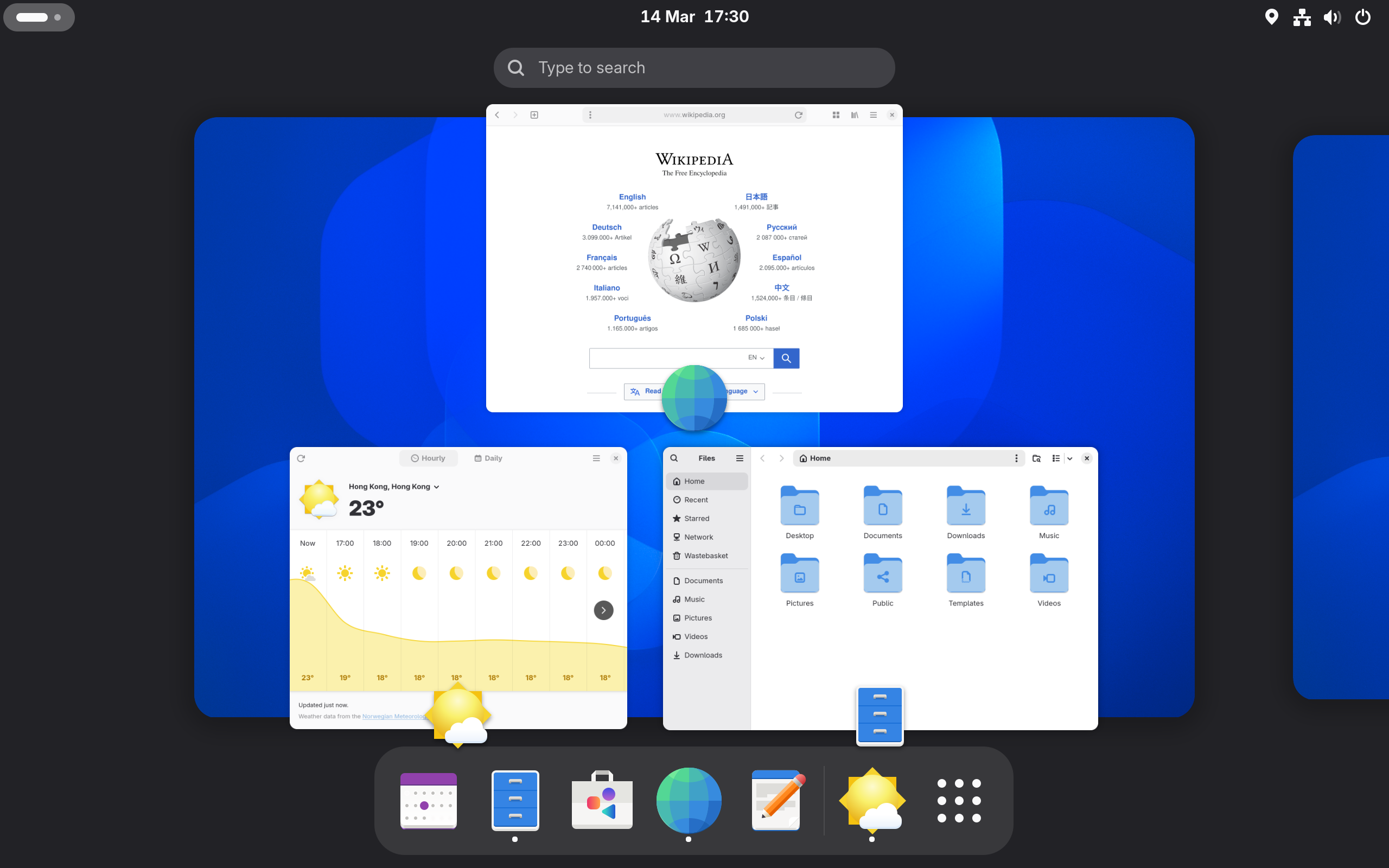
GNOME
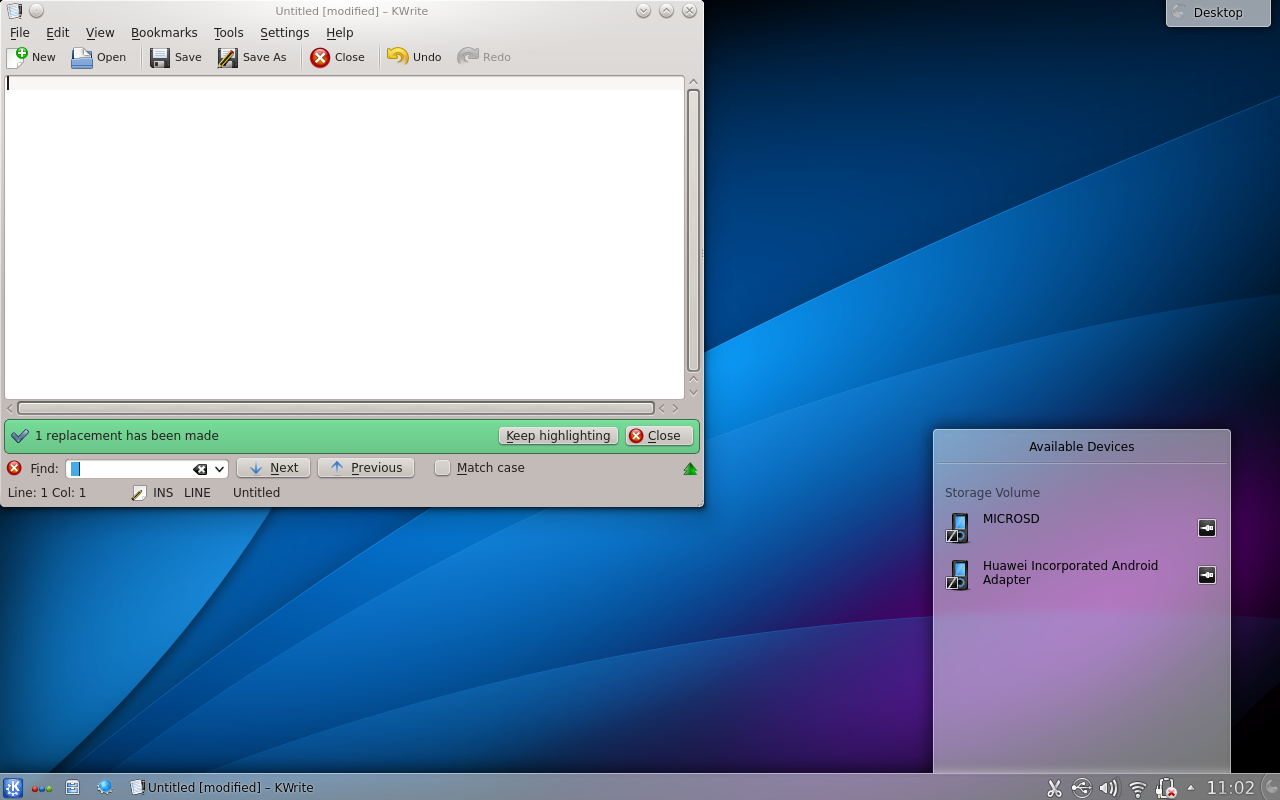
KDE SC
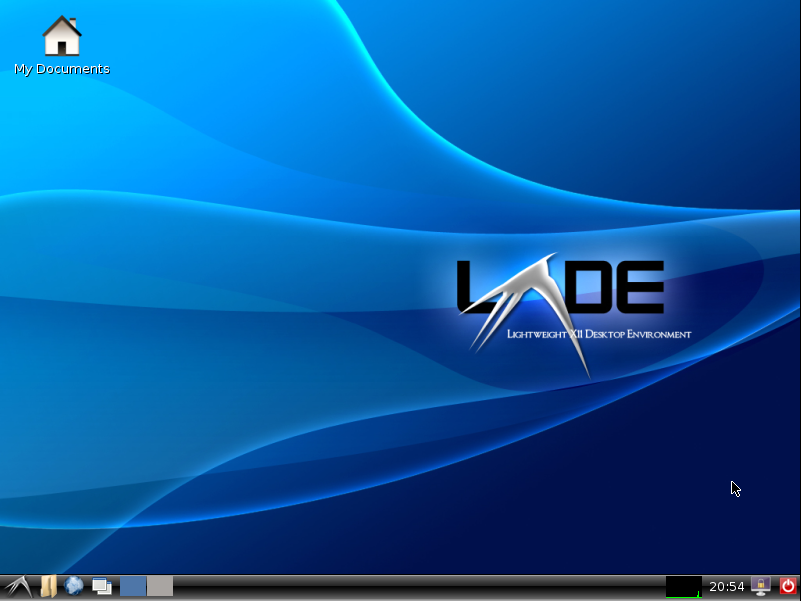
LXDE
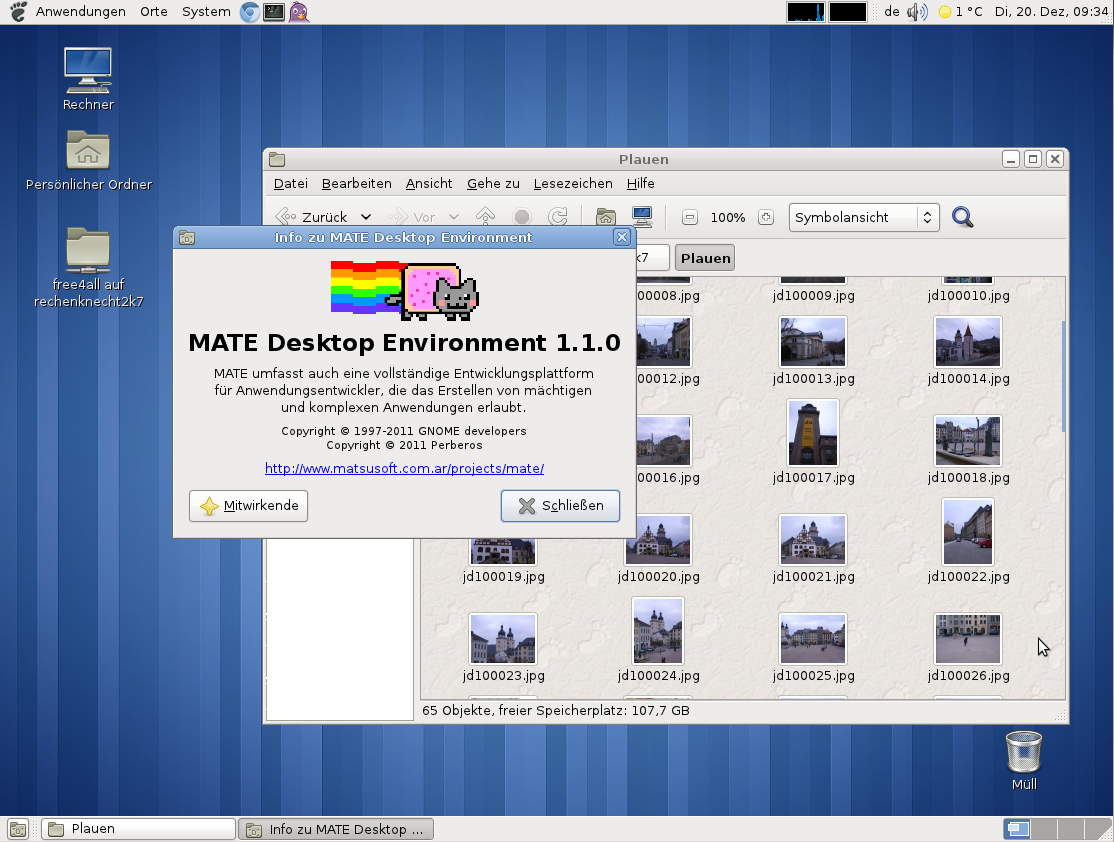
MATE
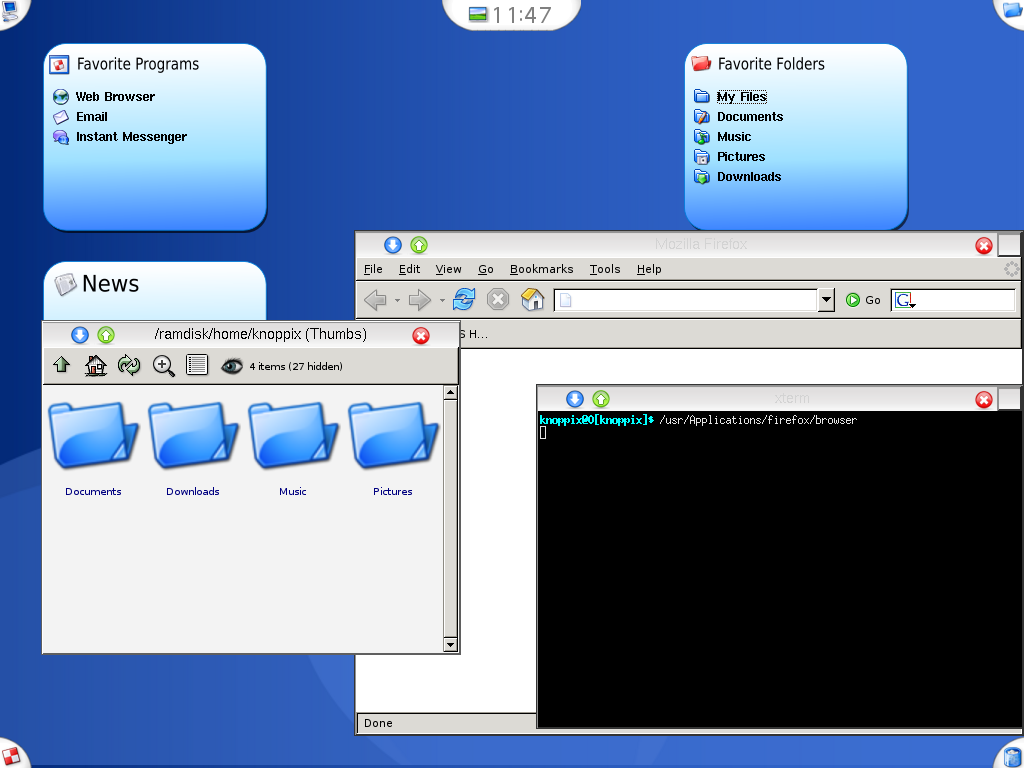
Mezzo
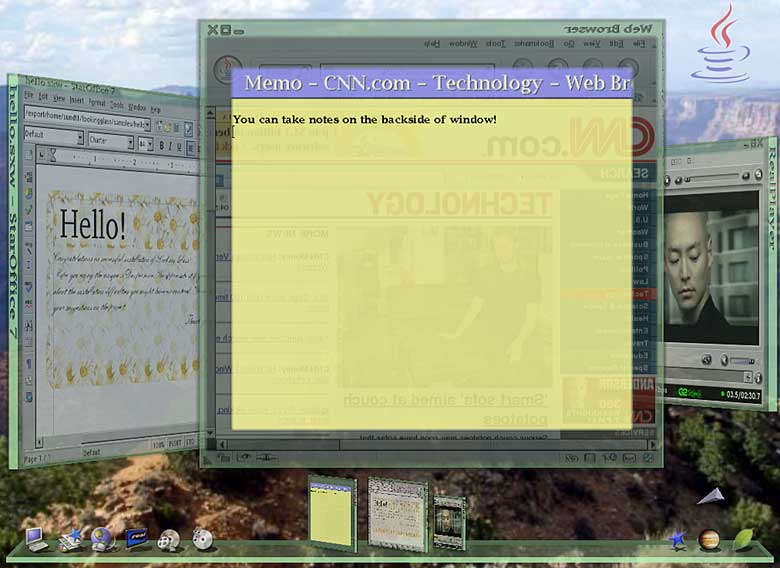
Project Looking Glass
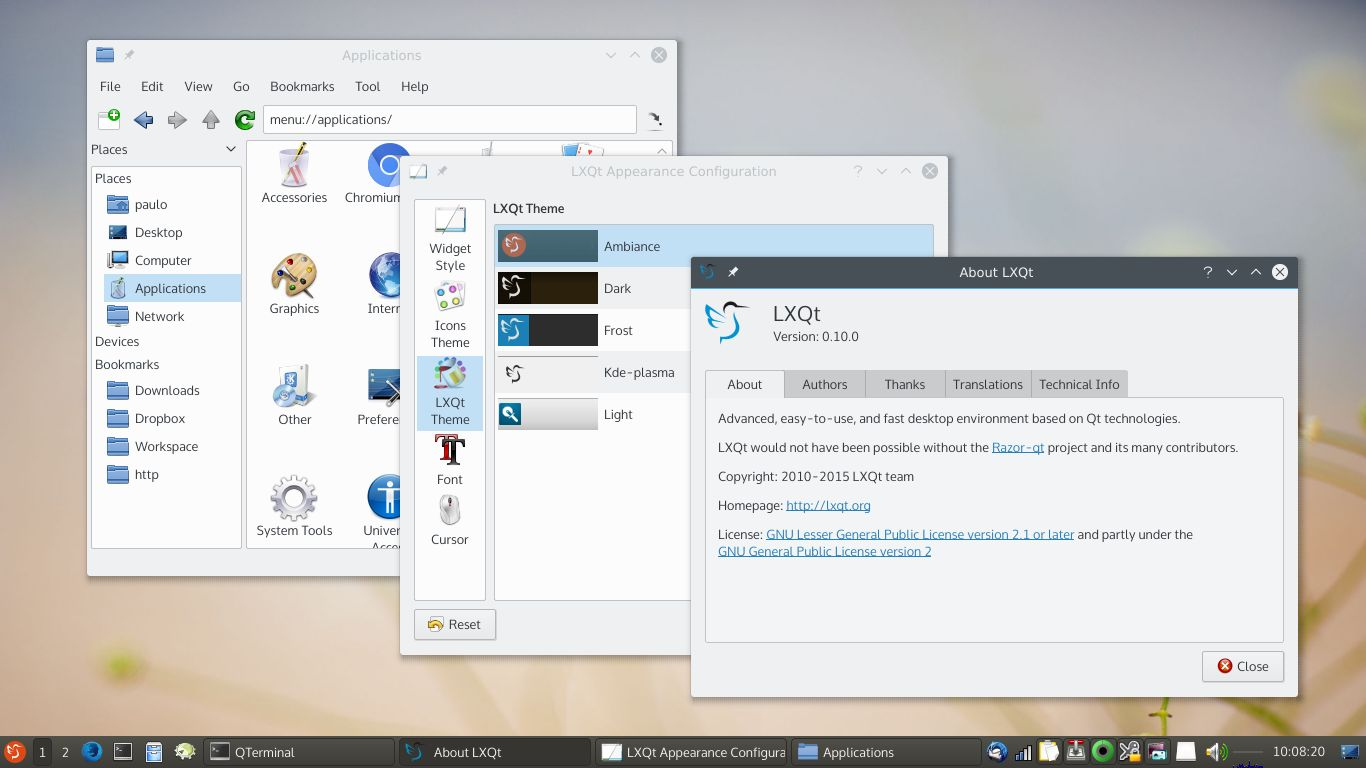
LXQt
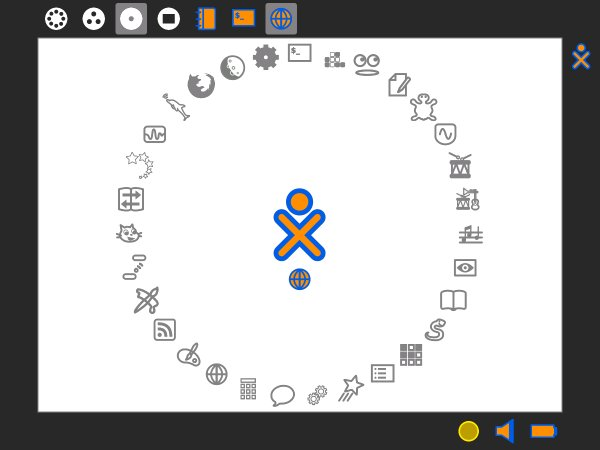
Sugar
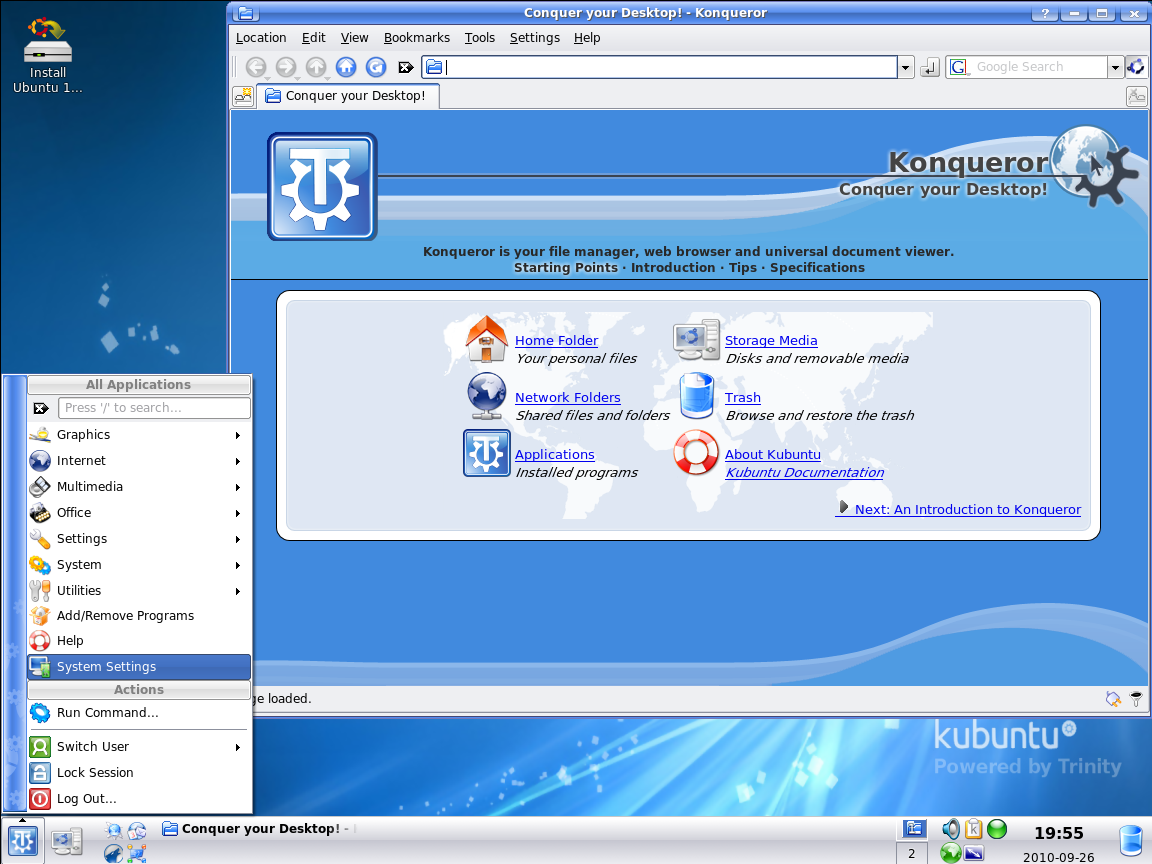
Trinity
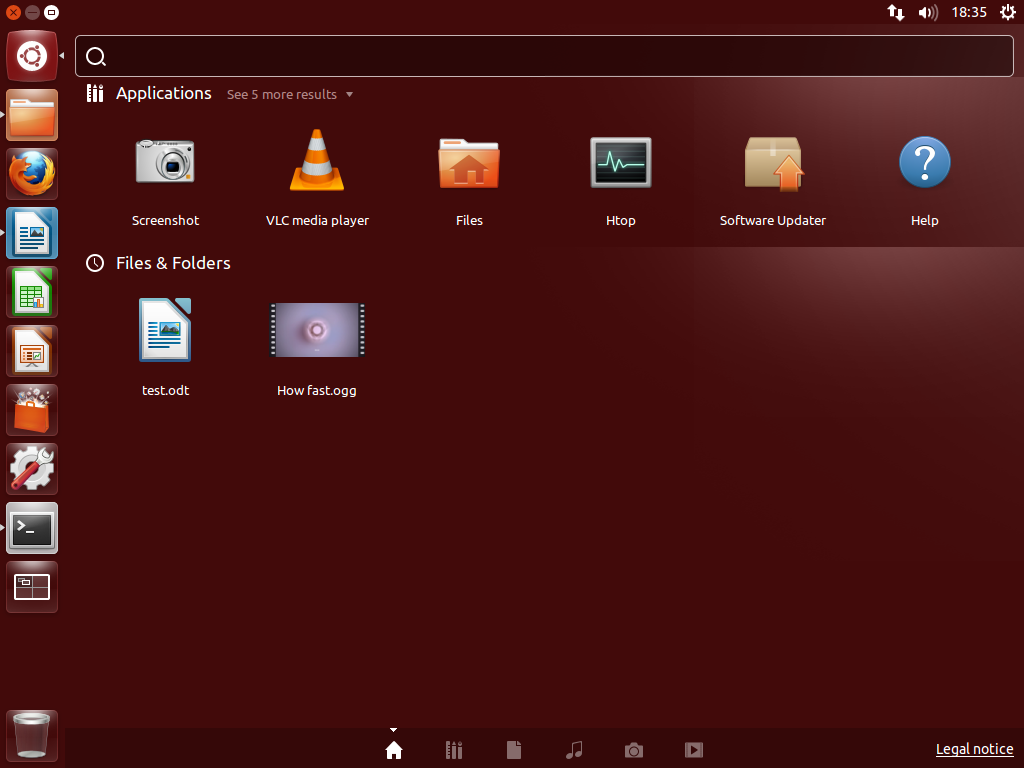
Unity
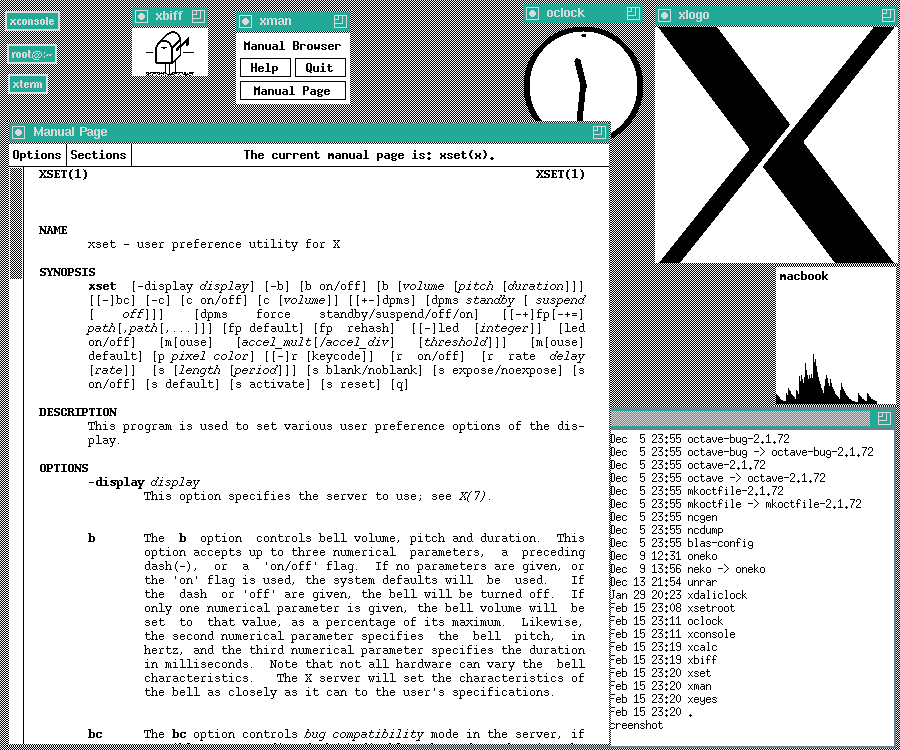
twm
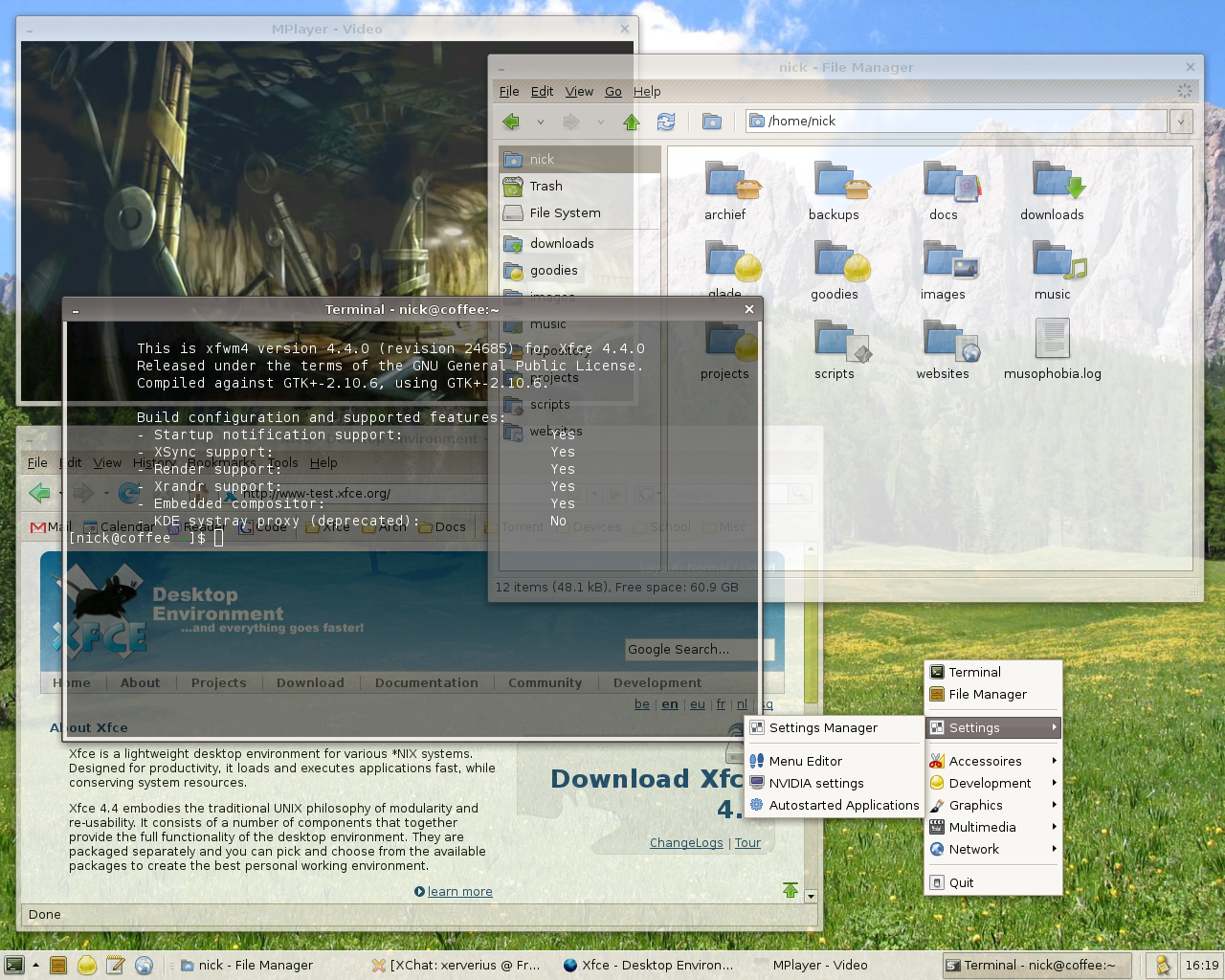
Xfce